# زی‌اس‌نس
زی‌اس‌نس (به انگلیسی: ZSNES) شبیه‌ساز کنسول بازی سوپر نینتندو بر روی رایانه است. این برنامه یک نرم‌افزار آزاد است و تحت پروانه گنو جی‌پی‌ال منتشر می‌شود. زی‌اس‌نس بیشتر به زبان اکس۸۶ اسمبلی نوشته شده است. این برنامه به صورت رسمی بر روی لینوکس، فری‌بی‌اس‌دی، داس، مک اواس ده، مایکروسافت ویندوز پورت شده است و همچنین یک پورت غیررسمی از آن هم بر روی اکس‌باکس موجود است.

## زمینه
توسعه زی‌اس‌نس در سوم ژوئیه ۱۹۹۷ آغاز شد و اولین نسخه آن در تاریخ ۱۴ اکتبر ۱۹۹۷ عرضه شد. از آن موقع تا کنون، پورت‌های رسمی برای ویندوز و لینوکس منتشر شده است. این شبیه‌ساز در دوم آوریل سال ۲۰۰۱ به صورت یک نرم‌افزار آزاد درآمد و تحت پروانه جی‌پی‌ال منتشر شد. با وجود اینکه adventure_of_link پس از خروج دو توسعه دهنده اصلی به نام‌های zsKnight و _Demo_، در هیئت مدیر تیم ZSNES اعلام کرده بود که «زی‌اس‌نس نمرده است و هنوز توسعه داده می‌شود»، اما روند توسعه این برنامه به شکل چشمگیری از آخرین نسخه آن (۱٫۵٫۱ که در ۲۴ ژانویه ۲۰۰۷ منتشر شده بود) کاهش یافته است. هم‌اکنون بیشتر تلاش‌ها برای توسعه دادن زی‌اس‌نس بر روی افزایش پورتابل بودن و قابل حمل کردن آن متمرکز شده است. این کار با بازنویسی کدهای اسمبلی به زبان سی و سی++ و همین‌طور با توسعه یک واسط گرافیکی کاربر مبتنی بر کیوت انجام می‌شود.
این برنامه یکی از محبوب‌ترین شبیه‌سازهای کنسول سوپر نینتندو است. همچنین برخی این برنامه را بهترین شبیه‌ساز کنسول سوپر نینتندو برای لینوکس می‌دانند.